# Hyllisia consimilis
Hyllisia consimilis là một loài bọ cánh cứng trong họ Cerambycidae.